# جرج کمسل
جرج کمسل (به انگلیسی: George Camsell) بازیکن فوتبال زادهٔ ۲۷ نوامبر ۱۹۰۲ اهل کشور انگلستان بود که سابقهٔ بازی در تیم ملی فوتبال انگلستان را در کارنامهٔ خود دارد. وی در تاریخ ۹ مه ۱۹۲۹ نخستین بازی ملی خود را در مقابل تیم ملی فوتبال فرانسه انجام داد و با حضور در ۹ بازی ملی، در تاریخ ۹ مه ۱۹۳۶ واپسین بازی ملی‌اش را در برابر تیم ملی فوتبال بلژیک برگزار کرد.
این بازیکن توانسته در بازی‌های ملی، ۱۸ گل به ثمر برساند.